# 507 (số)
507 (năm trăm linh bảy) là một số tự nhiên ngay sau 506 và ngay trước 508.